# Thalassodes dissita
Thalassodes dissita är en fjärilsart som beskrevs av Walker 1861. Thalassodes dissita ingår i släktet Thalassodes och familjen mätare. Inga underarter finns listade i Catalogue of Life.